# Radha

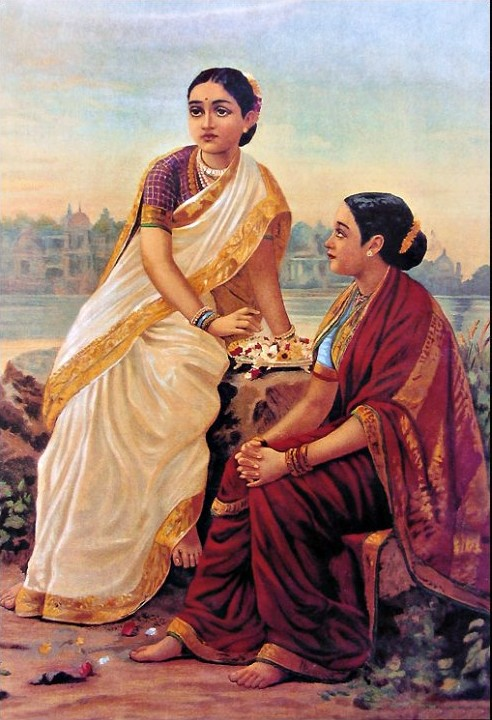
Radha met een vriendin, wachtend op Krishna.

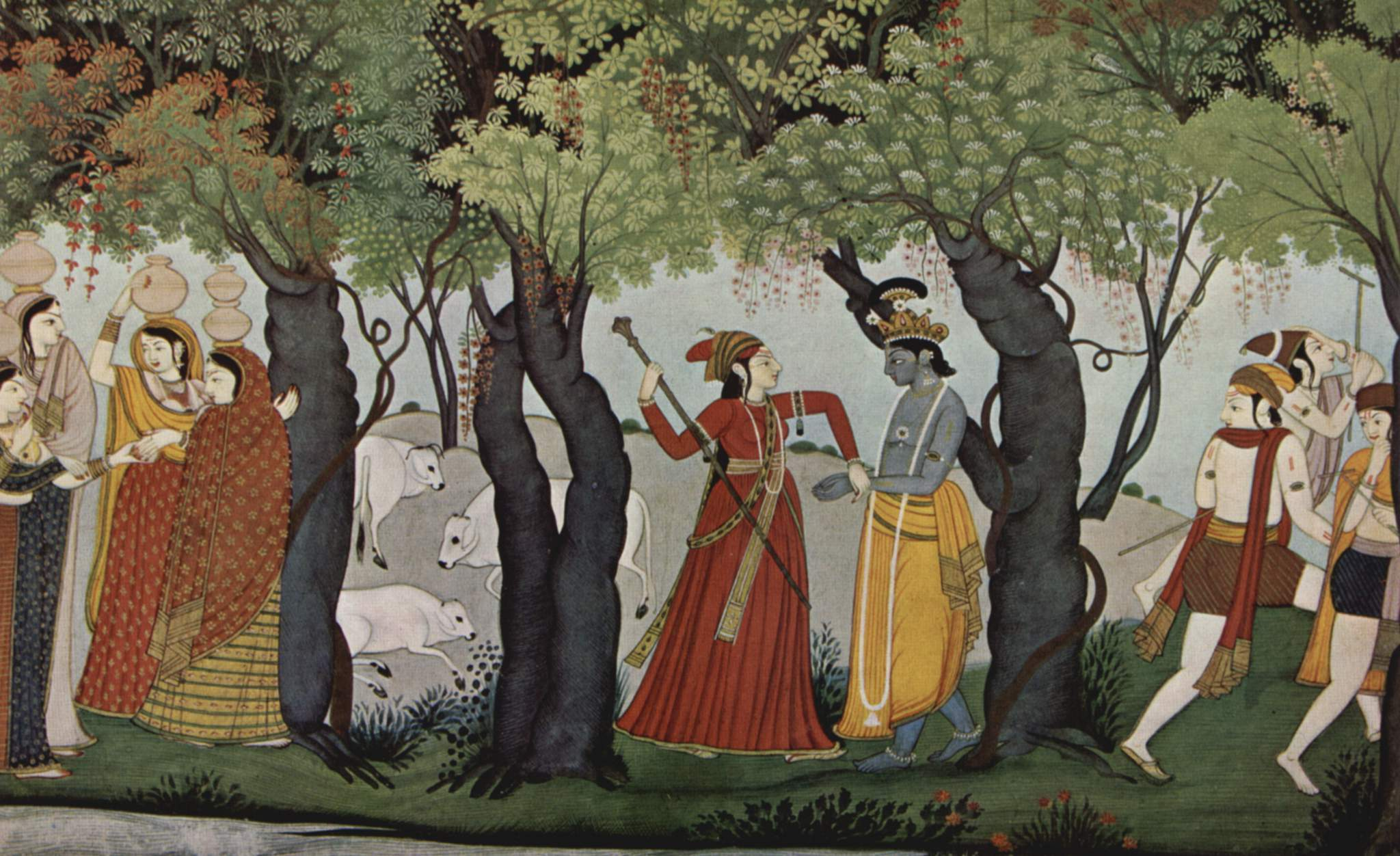
Radha en Krishna, ca. 1770

Radha komt voor in de Mahabharata, een hindoeïstische epos waar ook Krishna in voorkomt, een van de koeherderinnen of "gopi's" die hem vergezelden. In de Voor-Indische kunst worden Krishna en Radha vaak samen afgebeeld. Krishna bespeelt op deze prenten vaak zijn fluit. Radha is in Vrindavan geboren, zij wordt als de belichaming van "Hladini-Shakti" of goddelijke liefde gezien. Men ziet haar als de Incarnatie van Krishna's (Vishnu's) wederhelft Lakshmi die hem in iedere reïncarnatie opnieuw terzijde staat. Krishna is weer een incarnatie van de god Vishnu.
Het liefdespaar Krishna en Radha is een inspiratiebron voor verhalen, dansen, kunstvoorwerpen en film. Krishna wordt afgebeeld met een donkere huid, Radha's bijnaam Gaurangi betekent in het Sanskriet de goudkleurige.
In Patiala bestaat een Orde van Krishna waarop Krishna en Radha zijn afgebeeld.